# Peter Mayhew
Peter Mayhew   (Barnes, 19 de maig de 1944 - Boyd, 30 d'abril de 2019) fou un actor anglès.
El 1976, Mayhew, que vivia a Yorkshire, treballava com a assistent a l'Hospital King's College de Londres, quan el productor de cinema Charles Schneer el va trobar. Schneer el va contractar per Simbad i l'ull del tigre, la pel·lícula de Ray Harryhausen amb els efectes especials més moderns.
Va passar tot just un any quan se li va preguntar si volia fer un altre paper: el d'una enorme criatura peluda, Mayhew va ser pres com a opció per la seva gran estatura, 2,22 m. Era el paper de Chewbacca, el lleial wookie de 200 anys a La guerra de les galàxies. La seva vida va canviar per sempre. En les següents pel·lícules de la trilogia de Star Wars, Mayhew va repetir el paper, i més tard ha fet alguns anuncis comercials amb la disfressa de Chewbacca.
Va aparèixer en molts orfenats i hospitals. Des de 1991 ha creat també diverses companyies. Amb els diners de les pel·lícules, va crear una companyia de capçals de llit. Era un negoci petit encara que agradable, però el va tancar per realitzar una sèrie de viatges, i no va tenir temps per fer totes dues coses.
En 1997, durant la celebració del vintè aniversari de Star Wars, es va anunciar la creació de l'edició especial. Mayhew va aparèixer en la convenció "Homes darrere de les màscares". En els darrers temps, estava actiu en el circuit de convencions de Star Wars, signant autògrafs, realitzant discursos a fans i mantenint alt l'interès pel seu personatge. Mayhew gaudia jugant a golf amb els seus amics quan tenia temps. Va morir el 30 d'abril de 2019 als 74 anys per un atac de cor.